# Michał Helik

Michał Helik, né le 9 septembre 1995 à Chorzów, est un footballeur polonais. Il évolue au poste de défenseur central avec le club d'Oxford United.

## Biographie

### En club
Il joue plus de 50 matchs en Ekstraklasa.

### Barnsley FC et après
Le 9 septembre 2020, il rejoint l'Angleterre et le club de Barnsley en Championship. 
Il inscrit son premier but le 15 mars 2022 face à Bristol City, score final (2-0).
Le 1er septembre 2022, il rejoint Huddersfield Town.

### En sélection
Il est retenu par le sélectionneur Paulo Sousa pour disputer l'Euro 2020,.
Il joue 6 matchs avec l'équipe de Pologne pour les Éliminatoires de la Coupe du Monde et délivre une passe décisive.